# Villers-Bocage, Somme
Villers-Bocage là một xã ở tỉnh Somme, vùng Hauts-de-France, Pháp.

## Địa lý
Thị trấn này có cự ly khoảng 8 dặm Anh (13 km) về phía bắc của Amiens, trên tuyến đường N25.

## Dân số
| 1954                                                  | 1962 | 1968 | 1975 | 1982 | 1990 | 1999 |
| ----------------------------------------------------- | ---- | ---- | ---- | ---- | ---- | ---- |
| 653                                                   | 683  | 750  | 1009 | 984  | 1094 | 1309 |
| Số liệu dân số từ năm 1962, dân số không tính hai lần |      |      |      |      |      |      |